# C*-Algebra
C*-Algebren werden im mathematischen Teilgebiet der Funktionalanalysis untersucht. Sie sind in der mathematischen Physik entstanden. Es handelt sich um eine Abstraktion der beschränkten linearen Operatoren auf einem Hilbertraum, sie spielen daher in der mathematischen Beschreibung der Quantenmechanik eine Rolle. C*-Algebren sind spezielle Banachalgebren, bei denen ein enger Zusammenhang zwischen algebraischen und topologischen Eigenschaften besteht; die Kategorie der lokalkompakten Räume erweist sich als äquivalent zur Kategorie der kommutativen C*-Algebren, daher wird die Theorie der C*-Algebren auch als nichtkommutative Topologie angesehen. Sofern eine solche nichtkommutative Topologie von einer Metrik induziert wird, wird diese durch das relativ neue Forschungsfeld der nichtkommutativen Geometrie erfasst, welches in den 1990er Jahren von Alain Connes begründet wurde.

## Definition und Eigenschaften
Eine C*-Algebra über dem Körper {\displaystyle \mathbb {K} =\mathbb {C} } oder {\displaystyle \mathbb {R} } ist eine Banachalgebra {\displaystyle {\mathcal {A}}} mit einer Involution {\displaystyle ^{*}\colon {\mathcal {A}}\ni a\mapsto a^{*}\in {\mathcal {A}}} mit folgenden Eigenschaften
| - {\displaystyle \forall a\in {\mathcal {A}}:(a^{*})^{*}=a}                                                                       | (involutiv)                                      |
| - {\displaystyle \forall a,b\in {\mathcal {A}}:(ab)^{*}=b^{*}a^{*}}                                                               | (anti-multiplikativ)                             |
| - {\displaystyle \forall a,b\in {\mathcal {A}}:\forall z,w\in \mathbb {K} :(za+wb)^{*}={\overline {z}}a^{*}+{\overline {w}}b^{*}} | (semilinear, anti-linear oder konjugiert linear) |
| - {\displaystyle \forall a\in {\mathcal {A}}:\left\\|a^{*}a\right\\|=\left\\|a\right\\|^{2}}                                      | (C*-Eigenschaft)                                 |

Die ersten drei Eigenschaften sind die Eigenschaften einer *-Algebra. Aus der C*-Eigenschaft folgt, dass die Involution isometrisch ist, was sie zusammen mit den ersten drei Eigenschaften der C*-Algebra zu einer Banach-*-Algebra (= involutiven Banachalgebra) macht.
Man spricht von einer kommutativen C*-Algebra, wenn die Multiplikation kommutativ ist.
Die meisten Autoren verstehen unter einer C*-Algebra stets eine {\displaystyle \mathbb {C} }-Banachalgebra und schreiben genauer reelle C*-Algebra, wenn auch {\displaystyle \mathbb {R} }-Banachalgebren zugelassen sind.

## Standardbeispiele; die Sätze von Gelfand-Neumark und von Gelfand-Neumark-Segal
Das bekannteste Beispiel einer C*-Algebra ist die Algebra {\displaystyle {\mathcal {B}}({\mathcal {H}})} der beschränkten linearen Operatoren auf einem Hilbertraum {\displaystyle {\mathcal {H}}} und allgemeiner
jede in der Normtopologie abgeschlossene selbstadjungierte Unteralgebra von {\displaystyle {\mathcal {B}}({\mathcal {H}})}. Umgekehrt besitzt nach dem Satz von Gelfand-Neumark-Segal jede C*-Algebra diese Form, ist also zu einer normabgeschlossenen selbstadjungierten Unteralgebra eines {\displaystyle {\mathcal {B}}({\mathcal {H}})} isomorph.
Die komplexwertigen, stetigen und im Unendlichen verschwindenden Funktionen auf einem lokalkompakten Hausdorffraum {\displaystyle {\mathcal {X}}} bilden bezüglich der Supremumsnorm und der komplexen Konjugation als Involution eine kommutative C*-Algebra {\displaystyle {\mathcal {C}}_{0}({\mathcal {X}})}. Der Satz von Gelfand-Neumark besagt, dass jede kommutative C*-Algebra zu einer solchen Algebra von Funktionen isomorph ist.

## Weitere Eigenschaften von C*-Algebren

### Homomorphismen zwischen C*-Algebren
Sind {\displaystyle {\mathcal {A}}} und {\displaystyle {\mathcal {B}}} C*-Algebren, dann heißt eine Abbildung {\displaystyle \varphi \colon {\mathcal {A}}\to {\mathcal {B}}} *-Homomorphismus, falls sie linear,
multiplikativ und mit der Involution verträglich ist.
Jeder *-Homomorphismus {\displaystyle \varphi } ist kontrahierend, das heißt, es gilt {\displaystyle \left\|\varphi (a)\right\|\leq \left\|a\right\|} für beliebiges {\displaystyle a\in {\mathcal {A}}}, und daher insbesondere stetig.
Injektive *-Homomorphismen {\displaystyle \varphi } sind automatisch isometrisch, das heißt, es gilt {\displaystyle \left\|\varphi (a)\right\|=\left\|a\right\|} für beliebiges {\displaystyle a\in {\mathcal {A}}}.

### Endlichdimensionale C*-Algebren
Die Algebren der komplexen {\displaystyle n\times n}-Matrizen {\displaystyle M_{n}}, die mit den linearen Operatoren auf {\displaystyle \mathbb {C} ^{n}} identifiziert
werden können, bilden mit der Operatornorm eine C*-Algebra.
Man kann zeigen, dass jede endlichdimensionale C*-Algebra zu einer direkten Summe solcher Matrixalgebren isomorph ist.

### Konstruktion neuer C*-Algebren aus vorgegebenen
- Direkte Summen, direkte Produkte, induktive Limites von C*-Algebren sind mit einer geeigneten Normdefinition wieder C*-Algebren.

- Es gibt eine minimale und eine maximale Möglichkeit, Tensorprodukte von C*-Algebren zu C*-Algebren zu vervollständigen, siehe „Räumliches Tensorprodukt“ und „Maximales Tensorprodukt“.

- Im Artikel über duale C*-Algebren werden eingeschränkte Produkte definiert.

- Ein abgeschlossenes zweiseitiges Ideal ist automatisch bzgl. der Involution abgeschlossen und die Quotientenalgebra ist mit der Quotientennorm wieder eine C*-Algebra.

- Aus einem C*-dynamischen System {\displaystyle ({\mathcal {A}},{\mathcal {G}},\alpha )} lassen sich weitere C*-Algebren konstruieren, das Kreuzprodukt {\displaystyle {\mathcal {A}}\ltimes _{\alpha }{\mathcal {G}}} und das reduzierte Kreuzprodukt {\displaystyle {\mathcal {A}}\ltimes _{\alpha r}{\mathcal {G}}}.

### Einselemente
C*-Algebren müssen kein Einselement haben. Man kann aber stets ein Einselement adjungieren oder als Ersatz für ein fehlendes Einselement eine beschränkte Approximation der Eins verwenden, die es in jeder C*-Algebra gibt.

### Hilbertraum-Darstellungen
Ist {\displaystyle {\mathcal {H}}} ein Hilbertraum, so nennt man einen *-Homomorphismus {\displaystyle {\mathcal {A}}\rightarrow {\mathcal {B}}({\mathcal {H}})} eine Hilbertraum-Darstellung oder einfach Darstellung von {\displaystyle {\mathcal {A}}}. Die Theorie der Hilbertraum-Darstellungen ist ein wichtiges Instrument zur weitergehenden Untersuchung von C*-Algebren.

## Beispiele und Spezialfälle von C*-Algebren
- Die kompakten Operatoren {\displaystyle {\mathcal {K}}({\mathcal {H}})} auf einem Hilbertraum {\displaystyle {\mathcal {H}}} bilden eine C*-Unteralgebra von {\displaystyle {\mathcal {B}}({\mathcal {H}})}. {\displaystyle {\mathcal {K}}({\mathcal {H}})} ist ein abgeschlossenes zweiseitiges Ideal in {\displaystyle {\mathcal {B}}({\mathcal {H}})}. Die Quotienten-Algebra {\displaystyle {\mathcal {B}}({\mathcal {H}})/{\mathcal {K}}({\mathcal {H}})} heißt Calkin-Algebra.
- Von-Neumann-Algebren sind stark abgeschlossene *-Unteralgebren von {\displaystyle {\mathcal {B}}({\mathcal {H}})}. Da die starke Operatortopologie gröber als die Normtopologie ist, sind die Von-Neumann-Algebren auch in der Normtopologie abgeschlossen und daher insbesondere C*-Algebren.
- Gruppen-C*-Algebren (= einhüllende C*-Algebra der Gruppenalgebra {\displaystyle L^{1}(G)})
- Duale C*-Algebren (= C*-Algebren kompakter Operatoren)
- Liminale C*-Algebren (= CCR-Algebren)
- Postliminale C*-Algebren (= GCR-Algebren oder Typ-I-C*-Algebren), zum Beispiel die Toeplitz-Algebra
- UHF-Algebren, zum Beispiel die CAR-Algebra
- AF-C*-Algebren,
- Bunce-Deddens-Algebren
- Nukleare C*-Algebren,
- Irrationale Rotationsalgebra,
- Cuntz-Algebra,
- Cuntz-Krieger-Algebra

## Historische Bemerkungen
Eine B*-Algebra ist nach Gelfand und Neumark (1943) eine involutive Banachalgebra {\displaystyle {\mathcal {A}}} (mit Einselement 1) mit den zwei Eigenschaften
1. {\displaystyle \left\|a^{*}a\right\|=\left\|a\right\|^{2}} für alle {\displaystyle a\in {\mathcal {A}}},
2. {\displaystyle 1+a^{*}a} ist für jedes {\displaystyle a\in {\mathcal {A}}} invertierbar.

Eine C*-Algebra wurde als eine normabgeschlossene und bezüglich der Involution abgeschlossene Unteralgebra der Algebra der Operatoren auf einem Hilbertraum definiert. Gelfand und Neumark konnten dann zeigen, dass jede B*-Algebra eine C*-Algebra ist. Die bereits von ihnen vermutete Redundanz der zweiten Bedingung konnte erst in den 1950er Jahren von M. Fukamiya und I. Kaplansky gezeigt werden.
Der Begriff B*-Algebra als eine abstrakt definierte (d. h. nicht auf einem Hilbertraum dargestellte) Algebra ist durch den Satz von Gelfand-Neumark entbehrlich geworden, weshalb man den Begriff B*-Algebra nur noch in älterer Literatur finden kann.
Der Name C*-Algebra wurde durch die Veröffentlichung Irreducible representations of operator algebras (1947) des Mathematikers Irving Segal geprägt. Möglicherweise deutet das C in C*-Algebra darauf hin, dass C*-Algebren ein nichtkommutatives Analogon des Raums der stetigen Funktionen {\displaystyle C(T)} sind, und das Zeichen * betont die Bedeutung der Involution.
Die C*-Bedingung {\displaystyle \left\|a^{*}a\right\|=\left\|a\right\|^{2}} für alle {\displaystyle a\in A} konnte in den 1960er Jahren weiter zu {\displaystyle \left\|a^{*}a\right\|=\left\|a^{*}\right\|\cdot \left\|a\right\|} für alle {\displaystyle a\in A} abgeschwächt werden, was sich aus dem Satz von Vidav-Palmer, der seinerseits die C*-Algebren unter allen Banachalgebren charakterisiert, herleiten lässt. Diese Abschwächung der C*-Bedingung spielt in der Theorie der C*-Algebren allerdings keine besondere Rolle.

## Verallgemeinerungen
In der Mathematischen Physik verallgemeinert man den Begriff zum Zwecke der Behandlung allgemeiner physikalischer Observablen in der Quantenfeldtheorie, indem man nicht Hilbert- oder Banachräume, sondern allgemeinere Gelfandsche Raumtripel voraussetzt, also auch distributionswertige Funktionale u. dgl. zulässt.